# Hemiphractus scutatus
La rana de cabeza triangular cornuda incubadora (Hemiphractus scutatus) es una especie de anfibio anuro de la familia Hemiphractidae.
Se distribuye por la cuenca amazónica alta, entre los 250 y 1830 m de altitud, en Ecuador, Perú, Bolivia y oeste de Brasil.
Está amenazada por la pérdida de su hábitat natural en algunas zonas.